# آب‌انبار میدادان
آب‌انبار میدادان مربوط به دوره زند - دوره افشار است و در ندوشن، محله قلعه، جنب حسینیه علیا واقع شده و این اثر در تاریخ ۱۱ مرداد ۱۳۸۴ با شمارهٔ ثبت ۱۲۳۵۷ به‌عنوان یکی از آثار ملی ایران به ثبت رسیده است.